# Avilius von Alexandria
Avilius (im Westen auch Abilius; † 95) war in den Jahren 83–95 (andere Quellen: 84–98) Bischof von Alexandria und dritter Inhaber dieses Amtes nach Markus dem Evangelisten und Anianus. Seine Amtszeit fällt in die Regierung des Kaisers Domitian. Die koptische Kirche gedenkt seiner am ersten Tag des Monats Thout (September/Oktober).